# 月兔公主
《月兔公主》（うさ恋。）是日本輕小說家野村美月在Fami通文庫發表的輕小說，插畫為森永こるね。全5集都已出版，台灣中文版由尖端出版社代言。

## 故事概要
平凡的國中生航平有一天在路上撿到了一隻迷路的小白兔。沒想到在帶牠回家幫牠洗澡時，小白兔卻變成了一個金髮的美少女。其實她是為了拯救即將毀滅的地球而來到地球的月球公主－真雪，而且為了拯救地球，航平必須成為真雪的完美丈夫？

## 登場人物

### 主要角色
日渡航平
本書主角，平凡的國中生，在偶然的情況下撿到一隻兔子，在幫牠洗澡時卻變成了一個金髮少女，從此失去了正常生活。
為了成為真雪的完美伴侶必須接受新郎教育。
雖然是個毒舌少年，還因此不受班上女生歡迎，但其實有個溫柔的心。
擅長踢足球，是足球社的後進。身高是足球社最矮的，因此常被社員戲稱「小航平」。
月森真雪
本書主角，是月球的公主，為了拯救地球而使用古老的祕法，真雪的心和地球的心以古老的魔法連結在一起，因此她的喜怒哀樂都會對地球造成影響，甚至要是她哭得太傷心，地球會因此而毀滅。
不過只要當真雪得到了真正的幸福，即將死亡的地球就會回復原有的生命力。
因為月球人的血統，所以只要真雪受到驚嚇就會變成兔子。因為她不小心喜歡上日渡航平，因此連帶著他必須成為適合真雪的完美丈夫，不然的話地球會毀滅。
體內住著女神希凱伊，個性和真雪完全相反的霸氣娘，傲嬌的性格。
牧村 戀
本書主角，航平的青梅竹馬，從幼稚園以前就是航平家的鄰居。中性的穿著和性格，開朗的個性，是同年齡中唯一和航平處的很好的女孩子。
幼稚園時留的是長髮，因為某些原因，之後就一直留短髮了。
曾把變成兔子的航平帶回家飼養。

### 日渡家
日渡海央子
航平就讀大學的姊姊，由於航平姊弟的母親，在航平還是嬰兒的時候就已經過世了，父親為了工作隻身到國外赴任。因此海央子非常照顧自己的弟弟。

### 地球人
菊丸長官
負責與地球復原委員會日本分部的官員，留著整齊的鬍子，常常因為繁忙的工作而胃痛。
治癒系美青年軍團
為了選出一個能使真雪幸福，能夠呵護柔弱的真雪的細心體貼又有包容力，教養優良的成熟男子，因而從日本全國各處選拔出來的七個美少年，本來真雪的戀愛對象應該是要從他們之中選出的。但由於真雪喜歡上了航平，因此他們的任務就換成了訓練航平，以讓航平成為適合真雪的新郎。為了照顧容易受驚的真雪，因此還成為航平就讀的學校的保健室老師，而且他們全部都有合格的醫師執照和藥劑師執照。甚至還搬入日渡家的隔壁，成為航平的鄰居。
他們的姓氏分別是一條、二階堂、三枝、四道、五木、六波羅、七倉。

### 月球人
佛爾特理娜．伊奧卡絲特
真雪的護衛官，是個把白金色長髮在腦後綁成馬尾的美女，有著紫色的瞳孔，非常關心真雪。
白薔薇騎士
頭戴裝飾了羽毛的大帽子，肩披白色的披風，全身穿得雪白戴著一張銀色的面具的騎士，披散著一頭美麗的白金色長髮。對真雪自稱是暗中守護她的騎士，會向為了和航平相處而煩惱的真雪獻策。

### 其他
吉克弗利特/闇鳥司
六、七歲左右的小男孩，卻是個邪惡的魔法師（自稱）。為了征服地球，因此打算讓和地球的心結合的真雪成為他的人質。在學校裡是個又矮小又瘦弱、很容易被欺負的小男孩，曾被奧黛兒說那是他的興趣。和奧黛兒是雙胞胎姊弟。
奧黛兒/闇鳥杏
六、七歲左右的小女孩，自稱職業級的魔法師，說話有些大舌頭，幫別人做事會要求高額時薪。和吉克弗利特是雙胞胎姊弟。
喬邦尼先生
喬邦尼先生就是蟑……喬邦尼先生。

## 出版書籍

### 日文版
1. 2004年12月31日発行　ISBN 4-7577-2096-3
2. 2005年3月4日発行　ISBN 4-7577-2169-2
3. 2005年6月1日発行　ISBN 4-7577-2294-X
4. 2005年9月9日発行　ISBN 4-7577-2390-3
5. 2005年11月10日発行　ISBN 4-7577-2489-6

### 中文版
1. 月兔公主（01）女生，最麻煩了！ 2006年8月10日發行 ISBN 9571033472
2. 月兔公主（02）閃亮亮的你！ 2006年9月12日發行 ISBN 9571033723
3. 月兔公主（03）這一定就是愛吧！ 2007年6月23日發行 ISBN 9789571036366
4. 月兔公主（04）騙子騙子，大騙子！ 2007年9月6日發行 ISBN 9789571036748
5. 月兔公主（05）喜歡、喜歡，好喜歡妳！2008年1月5日發行 ISBN 9789571037523

## 外部連結
- Amazon.co.jpうさ恋。1女なんか、嫌いだーっ!（日語）